# Iapetus-Nunatak
Der Iapetus-Nunatak ist ein 915 m hoher Nunatak im Süden der westantarktischen Alexander-I.-Insel. Er ragt auf halbem Weg zwischen den Walton Mountains und den Staccato Peaks am südwestlichen Rand des Satellite Snowfield auf.
Das britische Directorate of Overseas Surveys kartierte ihn anhand von Satellitenaufnahmen der NASA. Das UK Antarctic Place-Names Committee benannte ihn 1974 in Anlehnung an die Benennung des Saturn-Gletschers nach dem Saturnmond Iapetus.